# Stephanie (LazyTown)
Stephanie Meanswell  (interpretada por Julianna Rose Mauriello (temp. 1-2) y Chloe Lang (temp. 3-4)) es un personaje ficticio de la serie de televisión LazyTown, y uno de los personajes principales conjuntamente con Sportacus. Ella es quien motiva a los ciudadanos de LazyTown a llevar una vida activa. Su aparición en la serie ocurre cuando llega a LazyTown a visitar a su tío Milford Meanswell, alcalde de la ciudad. Sin embargo, los habitantes se mostraban indiferentes a sus intenciones de jugar con ellos, así que Stephanie decide pedir ayuda a Sportacus. Sus presentaciones terminan con cantos y bailes al ritmo de la canción final del show, Bing Bang.

## Descripción
Stephanie sirve como punto de entrada a LazyTown: la chica recién llegada que quiere conocer el lugar. Comprensiva, Inteligente y curiosa, a Stephanie le gusta su nueva ciudad donde busca diversión. Ella aspira a ser una bailarina, por ese motivo, admira los fantásticos movimientos que Sportacus realiza. Como ella no nació en LazyTown, Stephanie no tiene problemas de salud como los otros niños. En cambio, intenta entender los comportamientos y malos hábitos de sus nuevos amigos, para intentar buscar soluciones. Stephanie es positiva, curiosa, amable, y capaz de aprender de sus errores.

## Apariencia
Stephanie viste generalmente un vestido rosa sin mangas con líneas verticales que alternan entre tonos rosados. Viste medias rosadas altas y zapatillas blancas con rosado. En su muñeca derecha viste una serie de brazaletes de su color favorito; el rosado. Su cabello es, igualmente, un rosado fuerte y peinado con un estilo bob, que adorna con una diadema de color morado. En capítulos variados podemos verla con otros accesorios o trajes del color rosa, como por ejemplo su bolso, en el que suele guardar su diario, su trapo, su cuerda de saltar y sus gafas de rescate. Asimismo la vemos con variados trajes alternativos dependiendo del episodio, cómo su traje de futbol o de niña exploradora.

## Curiosidades Sobre Stephanie
- El personaje Stephanie comparte similitudes con la famosa cantante infantil Tatiana "La Reina de los Niños" que ambas usan las mismas diademas y también cantan y hacen pasos de baile.
- El tema final de Stephanie "Bing Bang", es muy similar a la canción de Paradisio "Bailando" donde la vocalista María Isabel García Asensio (Conocida como Marisa) usa su peluca rosa y también baila igual a ella.

## Recepción
Los autores Lyn Mikel Brown y Sharon Lamb afirman que "Stephanie, la niña de diez años que aparece en el programa enfocado al bienestar y la salud Lazy Town... es especialmente interesante. Aunque parece un estereotipo casi exagerado, con su pelo rosa, su ropa rosa, su habitación rosa, todo rosa, también practica deportes, piensa por sí misma y le encantan los juegos de ordenador. Hace del rosa un color de poder, pero es una de las únicas chicas del programa".